# الأمين برهان
مغني سوداني، من أشهر مغني ما يسمى بأغاني الحقيبة برز في عشرينيات وثلاثينيات القرن العشرين، إشتهر في الفترة قبل انتشار الميكروفونات، وأمتاز حسب المؤرخين بصوته القوي وقدرته العالية على التطريب.

## الميلاد والنشأة
ولد الأمين برهان في مدينة أمدرمان في العام 1901 ، التحق بالخلوة حيث حفظ القرآن وتعلم اللغة العربية، بعدها درس في الكتاب.حسب المؤرخين ظهر عليه النبوغ المبكر وعرف بين الناس بالصوت العذب الطروب المجلجل.

## مسيرته الفنية
عند بواكير ظهور الأمين برهان لم تكن مكبرات الصوت (المايكرفونات) قد وصلت للسودان، لذا كان الغناء يحتاج لأصوات قوية تستطيع أن توصل الطرب إلى أسماع الناس وهم في قمة الطرب والتعليقات والصياح، وحسب المؤرخين
ساهم الأمين برهان مساهمة فعالة في النهوض بفن الغناء السودانى قبل ظهور الميكروفونات و انتشار الآلات الموسيقية ، أمتلك برهان بجانب قدرته على الغناء مهارات التلحين. ربطته صداقة بفناني الحقيبة سيد عبد العزيز وعبد الكريم كرومة، كانت أيضا تربطه صداقة قوية بالشاعر عمر البنا الذي كتب ولحن له الكثير من الأغاني، بل لحن له أغاني كتبها شعراء آخرون، سافر الامين برهان إلى جمهورية مصر العربية حيث قام بتسجيل عدد من لاسطوانات ومن أغنياته أيضاً التي سجلها في اسطوانات: الجنان في الدنيا التي كتب كلماتها الشاعر سيد عبدالعزيز ولحنها محمد أحمد سرور.
نشرت إحد المجلات الألمانية صورة الأمين برهان بعد رحيله بعدة سنوات في العام 1958.

## شعراء تغنى لهم الأمين برهان[3]
- عمر البنا
- مصطفى بطران
- خليل فرح
- سيد عبد العزيز
- محمد علي عثمان

## منأغانيه
- دمع المحاجر سال
- الجنان في الدنيا
- يا عيني وين تلقي المنام
- يا حبيب رحماك
- عقلي إنشغل بهواك
- مرضان باكي

## وفاته
توفى الامين برهان وهو في الرابعة والأربعون من عمره بالتحديد في التاسع والعشرين من سبتمبر من العام 1945 .